# Креан
Креан (фр. Créhen) насеље је и општина у северозападној Француској у региону Бретања, у департману Приморје која припада префектури Денан.
По подацима из 2011. године у општини је живело 1716 становника, а густина насељености је износила 94,23 становника/km². Општина се простире на површини од 18,21 km². Налази се на средњој надморској висини од 48 метара (максималној 87 m, а минималној 0 m).

## Демографија
| 1962. | 1968. | 1975. | 1982. | 1990. | 1999. | 2011. |
| ----- | ----- | ----- | ----- | ----- | ----- | ----- |
| 1.286 | 1.300 | 1.318 | 1.452 | 1.493 | 1.479 | 1.716 |

График промене броја становника у току последњих година